# يان هولت
يان هولت (بالإنجليزية: Ian Holt)‏ هو دراج أمريكي، ولد في 1 أبريل 1982 في الولايات المتحدة.

## وصلات خارجية
- يان هولت على موقع أرشيف الدراجات (الإنجليزية)
- يان هولت على موقع إحصائيات الدراجات الإحترافية (الإنجليزية)
- يان هولت على موقع نسبة الدراجات (الإنجليزية)